# Tumeur fibroblastique
Les tumeurs fibroblastiques ont en commun une prolifération de fibroblastes (vimentine positifs) qui peuvent prendre une différenciation soit fibrohistiocytaire (CD68 ou KP1 positive), soit myofibroblastique (actine positive).

## Tumeurs fibroblastiques pures
- Fibromes
- Fibromatoses, en particulier la tumeur desmoïde
- Fibrosarcomes
- Tumeurs fibreuses solitaires